# Palais des Beaux-Arts et des Arts libéraux
Palais des Beaux-Arts et des Arts libéraux (česky Palác krásných umění a svobodných umění) byl výstavní palác v Paříži. Nacházel se na Champ-de-Mars podél Avenue de Suffren.

## Historie
Palác tvořený dvěma spojenými výstavními pavilony postavil pro světovou výstavu 1889 architekt Jean-Camille Formigé (1845-1926). Byly zde vystaveny ukázky umění, především secese, která v té době pronikala do Paříže. Palác se nacházel na Champ-de-Mars poblíž Eiffelovy věže. Palác byl zbořen v září 1897 kvůli realizaci nových výstavních pavilonů pro světovou výstavu 1900.